# Сыров, Валерий Михайлович (футболист)
Валерий Михайлович Сыров (укр. Валерій Михайлович Сиров; 1 сентября 1946, Новосибирск, РСФСР, СССР — 28 августа 2019, Николаев, Украина) — советский футболист. Играл на позиции защитника. Мастер спорта СССР (1968). Обладатель Кубка СССР 1969 года.

## Карьера
Родился в семье военного. В детстве жил в различных военных городках, в том числе в Кстово Горьковской области, где занимался боксом и другими видами спорта. Футболом начал всерьёз заниматься только в середине 1960-х годов после поступления в Ленинградский институт физкультуры. Первый тренер в футболе — Владимир Корниенко.
В соревнованиях мастеров начал выступать в 1966 году в классе «Б» за ленинградский «Автомобилист». Сезон 1967 года провёл в составе «Зенита» в высшей лиге, сыграл 5 матчей. Затем много лет выступал за львовские «Карпаты», сыграл за этот клуб около 200 матчей, значительную часть из них — в высшей лиге. В 1969 году в составе «Карпат» стал обладателем Кубка СССР. Также играл за клубы «СК Луцк», «Металлург» (Запорожье) и польский «Медзь» (Легница).
Окончил Львовский институт физкультуры.
Был жёстким, быстрым и выносливым защитником.
В конце 1979 года при пересечении границы был задержан КГБ с суммой в 500 долларов, за что получил срок в шесть лет, из которых в тюрьме провёл два года.
Играл в любительских командах «Сокол» (Львов) (1978, 1981), «Цементник» (Николаев, Львовская обл.) (1982—1985).
Работал тренером в командах «Цементник» (1982—1985), «Сокол» (Львов) (1992) и «Океан» (Николаев) (2003).
В последние годы жил в областном Николаеве, работал водителем такси. В сезоне 2009/10 входил в тренерский штаб «Карпат».